# Uwe Tellkamp
Uwe Tellkamp (Dresda, 28 ottobre 1968) è uno scrittore e medico tedesco, vincitore del Deutscher Buchpreis nel 2008 per il romanzo Der Turm (La Torre), che descrive la vita nella Germania orientale negli anni ottanta.
Nel 2004 partecipa alla competizione letteraria Ingeborg-Bachmann-Preis a Klagenfurt (Austria), vincendo il prestigioso premio per il romanzo Der Schlaf in den Uhren. Nel 2009 ha vinto il Literaturpreis der Konrad-Adenauer-Stiftung (conferito anche al Premio Nobel Herta Müller) e il Deutscher Nationalpreis, assegnatogli assieme agli scrittori Erich Loest e Monika Maron.

## Opere principali
- Der Hecht, die Träume und das Portugiesische Café (2000)
- Der Eisvogel (2005)
- La torre (Der Turm, 2008), Milano, Bompiani, 2012 traduzione di Francesca Gabelli ISBN 978-88-452-6962-2.
- Reise zur Blauen Stadt (2009)
- Die Schwebebahn: Dresdner Erkundungen (2012)